# Diplonephra ditata
Diplonephra ditata är en fjärilsart som beskrevs av Lucas 1892. Diplonephra ditata ingår i släktet Diplonephra och familjen nattflyn. Inga underarter finns listade i Catalogue of Life.